# Cile ai XIV Giochi olimpici invernali
Il Cile partecipò ai XIV Giochi olimpici invernali, svoltisi a Sarajevo, Jugoslavia, dall'8 al 19 febbraio 1984, con una delegazione di 4 atleti impegnati in una disciplina.

## Delegazione
| Sport      | Uomini | Donne | Totale |
| ---------- | ------ | ----- | ------ |
| Sci alpino | 4      | 0     | 4      |
| Totale     | 4      | 0     | 4      |

## Sci alpino

### Uomini
| Atleta           | Gara           | 1ª manche | 1ª manche | 2ª manche | 2ª manche | Totale  | Totale    |
| Atleta           | Gara           | Tempo     | Posizione | Tempo     | Posizione | Tempo   | Posizione |
| ---------------- | -------------- | --------- | --------- | --------- | --------- | ------- | --------- |
| Miguel Purcell   | Discesa libera |           |           |           |           | 1:54.91 | 44        |
| Hans Kossmann    | Discesa libera |           |           |           |           | 1:54.36 | 42        |
| Andrés Figueroa  | Discesa libera |           |           |           |           | 1:52.97 | 41        |
| Dieter Linneberg | Discesa libera |           |           |           |           | 1:51.68 | 39        |
| Hans Kossmann    | Slalom gigante | DNF       | –         | –         | –         | DNF     | –         |
| Miguel Purcell   | Slalom gigante | 1:32.19   | 47        | 1:33.21   | 43        | 3:05.40 | 44        |
| Dieter Linneberg | Slalom gigante | 1:31.75   | 45        | 1:31.81   | 42        | 3:03.56 | 42        |
| Andrés Figueroa  | Slalom gigante | 1:29.86   | 39        | 1:29.37   | 36        | 2:59.23 | 37        |
| Miguel Purcell   | Slalom         | 1:02.26   | 38        | 55.74     | 21        | 1:58.00 | 23        |
| Hans Kossmann    | Slalom         | 1:00.15   | 35        | 56.12     | 23        | 1:56.27 | 21        |
| Dieter Linneberg | Slalom         | 59.86     | 33        | 55.92     | 22        | 1:55.78 | 20        |
| Andrés Figueroa  | Slalom         | 59.79     | 32        | 55.59     | 18        | 1:55.38 | 19        |